# Грядцы
Гря́дцы — деревня  в Торопецком районе Тверской области России. Входит в Речанское сельское поселение.

## География
Деревня расположена в пределах Восточно-Европейской равнины, в западной части области, на юго-востоке района, в 27 км (по автодороге) к юго-востоку от районного центра Торопец. Находится на южном берегу озера Грядецкое. С северо-запада к Грядцам примыкает деревня Шейкино.
Климат
Деревня, как и весь район, относится к умеренному поясу северного полушария и находится в области переходного климата от океанического к материковому. Лето с температурным режимом +15...+20 °С (днём +20...+25 °С), зима умеренно-морозная -10...-15 °С; при вторжении арктических воздушных масс до -30...-40 °С.
Среднегодовая скорость ветра  3,5—4,2 метра в секунду.

## История
В списке населённых мест Псковской губернии за 1885 год значится погост Грядцы (6 дворов, 17 жителей, православная церковь) и посёлок Грядцы (5 дворов, 19 жителей, лавка). Входили в состав Понизовской волости.
По переписи 1710 года сельцо Грядцы называлось деревней Шишилоровской и принадлежало помещику Михаилу Яковлевичу Палибину и состояло из 8 дворов: "в переписной книге за Михаилом Яковлевым сыном Полибиным сельцо что была деревня Шишилоровская а словет Грядца над озером над Грядцом з деревнями 8 дворов".
Ранее деревня — погост Грядцы. В Грядцах находилась церковь Николая Чудотворца, каменная, трёхпрестольная, построенная в 1761 году. Церковь не сохранилась.
В списке населённых мест Торопецкого уезда Псковской губернии за 1885 год значатся погост Грядцы (6 дворов, 17 жителей) и посёлок Грядцы (5 дворов, 20 жителей). 

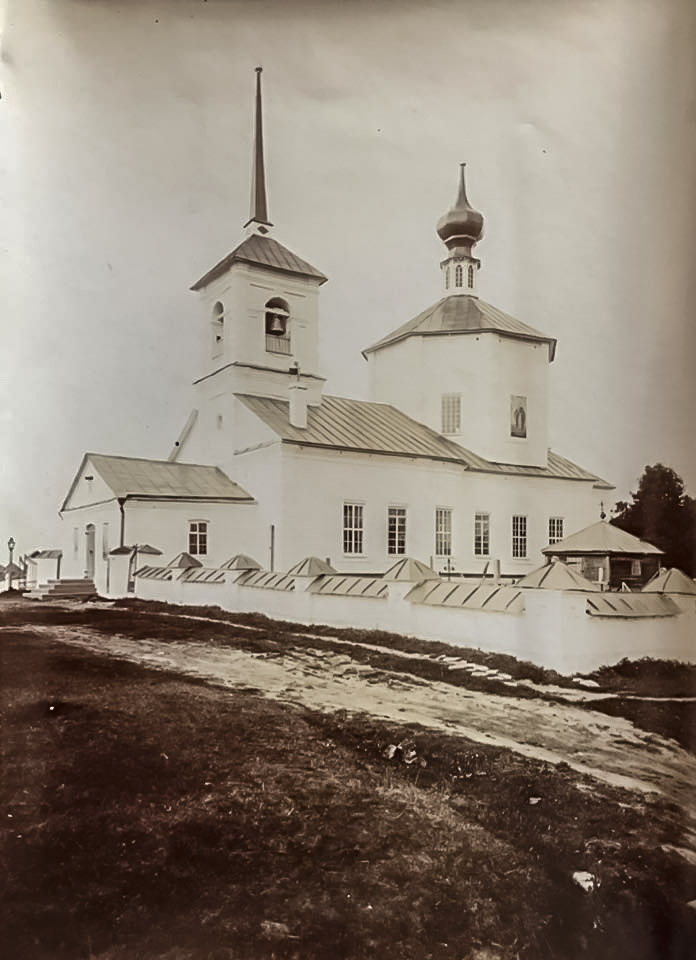
Грядцы. Никольская церковь. Фотография 1912 года.

На карте РККА 1923—1941 годов обозначена деревня Грядцы. Являлась центром сельсовета. Имела 21 двор, почтовое отделение.
До 2005 года деревня была административным центром ныне упраздненного Грядецкого сельского округа.

## Происхождение названия
Название «Грядцы» происходит от «гряда», что значит «вытянутая небольшая возвышенность», «кряж, грива»; «песчаная моренная гряда»; «твердая земля среди болот». Название селения вполне соответствует такому типу ландшафта.

## Население
| 1997 | 2010 |
| ---- | ---- |
| 234  | ↘97  |

## Инфраструктура
До 2005 года в селе действовала администрация сельского округа, правление кооператива «Бридино», лесничество, средняя школа детский сад, сельский клуб, библиотека, медпункт, отделение связи, магазин.
На берегу озера — Грядецкое кладбище.

## Транспорт
Просёлочные дороги.